# Węgry na Zimowych Igrzyskach Olimpijskich 2002
Węgry na Zimowych Igrzyskach Olimpijskich 2002 reprezentowało 25 zawodników. Był to dziewiętnasty start Węgier na zimowych igrzyskach olimpijskich.

## Wyniki reprezentantów Węgier

### Biathlon
Mężczyźni
- Imre Tagscherer

sprint – 75. miejsce
bieg indywidualny – 70. miejsce
Kobiety
- Zsuzsanna Bekecs

sprint – 67. miejsce
bieg indywidualny – 65. miejsce
- Ivett Szöllősi

sprint – 71. miejsce
bieg indywidualny – 58. miejsce

### Bobsleje
Mężczyźni
- Nicholas Frankl
Márton Gyulai
Péter Pallai
Bertalan Pintér
Zsolt Zsombor

Czwórki – 23. miejsce
Kobiety
- Ildikó Strehli
Éva Kürti

Dwójki – 13. miejsce

### Biegi narciarskie
Mężczyźni
- Matyás Holló

Sprint – 59. miejsce
20 km łączony – 75. miejsce
- Imre Tagscherer

Sprint – 48. miejsce
20 km łączony – 74. miejsce
- Zoltán Tagscherer

Sprint – 39. miejsce
30 km stylem dowolnym – 66. miejsce
Kobiety
- Zsófia Gottschall

Sprint – 54. miejsce
10 km łączony – 70. miejsce

### Łyżwiarstwo figurowe
Mężczyźni
- Zoltán Tóth

soliści – 25. miejsce
Kobiety
- Júlia Sebestyén

solistki – 8. miejsce

### Łyżwiarstwo szybkie
Mężczyźni
- Zsolt Baló

500 m – 31. miejsce
1000 m – 31. miejsce
1500 m – 30. miejsce
Kobiety
- Krisztina Egyed

500 m – 27. miejsce
1000 m – 24. miejsce
1500 m – 23. miejsce

### Narciarstwo alpejskie
Mężczyźni
- Péter Vincze

supergigant – 34. miejsce
gigant – 56. miejsce
slalom – 33. miejsce
Kobiety
- Márta Vastagh Regős

gigant – 44. miejsce
slalom – DNF

### Short track
Mężczyźni
- Balázs Knoch

500 m – 18. miejsce
1000 m – 20. miejsce
1500 m – 24. miejsce
- Krisztián Szabó

500 m – 23. miejsce
Kobiety
- Eva Farkas

15000 m – 25. miejsce
- Szandra Lajtos

500 m – 28. miejsce
1000 m – 19. miejsce
- Marianna Nagy

500 m – 26. miejsce
1000 m – 25. miejsce
1500 m – 23. miejsce